# Portafolio digital
Un portafolio digital (también conocido como portafolio electrónico, portafolio en línea, e-portafolio o e-folio) es una colección de pruebas electrónicas en forma de documentos, que han sido recopiladas y gestionadas por un usuario en la Web con el propósito de mostrar diferentes aspectos globales o parciales de personas (datos personales, académicos, profesionales) u organizaciones (objetivos, organigrama, productos).
Los documentos son seleccionados y organizados de forma reflexiva y deliberada y se presentan en formato digital (texto, imágenes, animaciones, simulaciones, audio y video). Es una manera de presentar una identidad en formato digital.

## El portafolio digital

### Concepto de portafolio

#### Origen general
La palabra proviene del francés portefeuille, que significa literalmente "portador de hojas". Originalmente, se refería a una especie de cartera de mano utilizada para transportar papeles, documentos, libros y objetos similares, siendo un accesorio común entre oficinistas. La palabra portafolio suele usarse en singular, pero es correcto usar el plural portafolios cuando se refiere a varios.  
El concepto de portafolio ha evolucionado con el tiempo. Inicialmente hacía referencia a un objeto físico para transportar documentos pero en la actualidad denota una colección de trabajos que refleja la trayectoria profesional o institucional de una persona o entidad, similar a un currículum laboral complementado con evidencias gráficas y documentales.
El portafolio, en el sentido de presentar una colección de trabajos, tiene un uso muy fuerte en el mundo artístico, como forma de exponer de modo breve una trayectoria artística y dar a conocer las obras más relevantes de los artistas. 
También se ha relacionado su origen con el mundo de la medicina, en el sentido de que el portafolio puede ser una carpeta donde se almacenan y recopilan (con distintos formatos de documentos y evidencias) el historial clínico de un paciente.
Con la popularización del uso de las tecnologías digitales y de internet el portafolio evolucionó en la idea de presentar en una página web (semejante a un blog pero con mayor énfasis en los aspectos multimedia que en los textos) los trabajos que ha hecho un artista (en muchos casos fotógrafos). El portafolio posee la ventaja de adaptarse muy bien a la exposición de los trabajos de artistas gráficos.

#### Uso educativo
El uso del portafolio no se limita a páginas web artísticas, sino que también se emplea en el contexto educativo, permitiendo a los estudiantes presentar de manera objetiva, ordenada y estructurada el proceso de su aprendizaje.
El portafolio electrónico en educación es un instrumento que combina las herramientas tecnológicas de información y comunicación con el objeto de reunir trabajos que permitan el seguimiento y la evaluación del proceso de aprendizaje del alumno.
El portafolio digital de aprendizaje se construye mediante una aplicación informática, generalmente accesible en línea, donde el alumno puede almacenar una recopilación de sus mejores trabajos y que le permite evidenciar el aprendizaje.
Esta recopilación debe ir acompañada de diferentes reflexiones de forma autónoma por parte del alumno, lo que favorece aprender a aprender y del intercambio de opiniones sobre los trabajos entre el profesor y el alumno. Reflexionar sobre el trabajo efectuado permite al alumno ser consciente de las partes que debe mejorar.
El portafolio digital que se utiliza en el ámbito educativo hace referencia al conjunto de evidencias en soporte digital que muestran el desarrollo, la evolución y los logros de los estudiantes en su proceso de aprendizaje. La práctica del portafolio digital en este ámbito enlaza de manera directa con varias teorías educativas:
- La teoría del aprendizaje constructivista, que afirma que el conocimiento es elaborado por el propio aprendiz a partir de una secuencia de aprendizaje en la que, a través del cambio conceptual, reestructura su modelo mental.
- El llamado aprendizaje significativo, defendido por Ausubel, quien sostiene que las tareas o actividades propuestas al alumnado deben partir de los intereses, aptitudes y actitudes del alumnado y estar relacionadas con los contenidos previos que posee el alumnado.
- El aprendizaje basado en proyectos (ABP), en el que la adquisición de conocimientos tiene la misma importancia que la adquisición de habilidades y actitudes. Este enfoque puede estar basado en el proceso o en el producto.

También, el portafolio es un instrumento que permite al docente documentar de forma objetiva sus esfuerzos y resultados en la enseñanza, describir y analizar la cantidad y calidad de sus actividades y respaldar sus conclusiones con documentos y materiales.

#### Componentes
El portafolio tiene cuatro componentes básicos:
- Objetivos determinados.
- Se desarrolla para una audiencia en particular.
- Presenta trabajos acabados, comúnmente llamados evidencias.
- Incluye reflexiones personales sobre las evidencias incorporadas.

### Orígenes
El portafolio es un instrumento utilizado desde hace mucho tiempo por los profesionales de bellas artes, arquitectura, fotografía, diseño, etc. para seleccionar los mejores trabajos y exponerlos después a clientes como respaldo de su trabajo. Es probable que de aquí derivase, más tarde, la idea de su inclusión en el ámbito docente.
El portafolio educativo tiene su origen en Estados Unidos en la década de 1980 cuando, debido a los problemas en los resultados de los aprendizajes de los alumnos, se procedió a recopilar evidencias de distinto tipo sobre cómo enseñaba el profesorado.
Su origen parece estar en Canadá. La Canadian Association of University Teachers (CAUT) (Asociación Canadiense de Maestros de Universidad) publicó en 1980 el trabajo Guide to the Teaching Dossier: Its Preparation and Use (Guía para enseñar cómo presentar un historial de colección de documentos: Su preparación y uso). 
Los autores de este trabajo quisieron llamar la atención sobre la escasa preponderancia y poco estatus que dentro del ambiente universitario tenía la docencia. En 1983 se publicó el primer informe sobre el uso práctico del portafolio, incluyendo ejemplos de docentes de la Facultad de Odontología de la Universidad de Columbia Británica. 
En 1987 en Australia, la Federation of Australian University Staff Association, tomó la idea de Canadá e incorporó el portafolio en sus universidades como medio para mejorar sus métodos de aprendizaje.
En la búsqueda de una mejora de la calidad de la enseñanza apareció el concepto de portafolio, que parecía un instrumento adecuado de análisis y documentación. En 1991, la American Association for Higher Education (Asociación Americana para una Alta Educación), publicó The teaching Portfolio: Capturing the Scholarship in Teaching (El Portafolio docente: captando la beca en la enseñanza). 
Ese mismo año apareció la monografía de Peter Seldin The Teaching Portfolio: A Practical guide to Improved Perfomance and Promotion/Tenure Decisions (El Portafolio docente: Una guía práctica para mejorar el desenvolvimiento y las decisiones de promoción / permanencia en la decisión). Ambas publicaciones describen el propósito, la forma y el contenido de un portafolio del docente y presentan ejemplos sobre distintas áreas del conocimiento.
A partir de ahí, la idea del portafolio y su uso se ha difundido rápidamente a través de las instituciones de educación superior: 75 instituciones habían iniciado el proceso de innovación en 1991 y en 1993, Seldin y sus asociados en su trabajo Successful use of teaching portfolios (Exitoso uso de enseñar Portafolios) informan sobre más de 400 instituciones que reconocen y aceptan el instrumento.
En 1994 la American Association for Higher Education informó de que 600 instituciones ya estaban utilizando el portafolio.

### Tipos de portafolio
Se pueden clasificar utilizando distintos criterios:

#### Según la posibilidad de acceso
El portafolio según sea de carácter privado (confidencial), de aprendizaje (público, abierto a todo el mundo) y continuo (público pero restringido).

#### Según su finalidad
Según la finalidad que tenga, pueden diferenciarse tres tipos:
- Process portfolio (Portafolio de procesos): plasma en un documento una secuencia de acontecimientos encaminada a la consecución de objetivos prefijados. Se pone el acento en el cómo, más que en el propio resultado.
- Product portfolio (Portafolio de productos): analiza los resultados de una acción o varias acciones. Las evidencias incluyen tanto resultados positivos como negativos y se busca un análisis global de cara a la determinación del grado de consecución de unos objetivos antes de la simple presentación de resultados plenamente exitosos.
- Showcase portfolio (Portafolio de muestras): es un escaparate en el que se recogen los mejores resultados de un proceso. Su objetivo suele ser de marketing personal, es el tipo de portafolio que utilizan los artistas.

#### Según el emisor
Según este criterio el portafolio puede ser una creación individual (de naturaleza personal o vital, por ejemplo), o bien puede ser la obra colectiva de un grupo humano: organización social, política, comercial, etcétera. Un ejemplo de cómo el portafolio digital se puede usar a nivel institucional es el uso que le da el Departamento de Medicina de la Universidad de Michigan que provee a sus residentes acceso a portafolios digitales en los que se han realizado reflexiones sobre situaciones concretas.

#### Según ámbito de uso
Según el ámbito de uso puede ser académico, más orientado a los procesos de enseñanza formal, informal o profesional, orientado a la creación de una marca profesional en el entorno virtual.
Michael Reese y Ron Levy sugieren, entre otros posibles usos del portafolio digital, los siguientes: 
- Asesoramiento académico (Academic Advising): ayuda al estudiante y al tutor/profesor en los procesos de orientación académica.
- Acreditación institucional y reseñas departamentales (Institutional Accreditation and Department Review): aseguran una forma de almacenar y acceder a las entregas, documentos, producciones evaluadas, etcétera, de los estudiantes.
- Planificación y desarrollo de carreras universitarias (Career Planning and Development): recoge actividades curriculares y extracurriculares y otras evidencias del estudiante para la obtención de un posible empleo.
- Aprendizaje de por vida (Alumni Development o Lifelong Learning): portafolio digital que se mantiene y se actualiza a lo largo de la vida profesional después de que los estudiantes se hayan graduado.[8]

#### Según la vigencia
Según la vigencia establecida por el usuario, el e-portafolio puede estar sujeto al curso o programa educativo en cuestión y desaparecer con la finalización del mismo; o bien perdurar en el tiempo.

#### Según el formato
Otro factor a tener en cuenta a la hora de clasificar los portafolios es su formato. Se pueden encontrar portafolios en papel y electrónicos. El portafolio electrónico, e-portafolio o web-folio es un portafolio digital, creado por medio de un ordenador. Su utilización tiene muchas ventajas, como la reducción del tiempo y esfuerzo ya que las nuevas tecnologías permiten la incorporación de gráficos, vídeos, hipervínculos, etcétera. Son más accesibles, rigurosos y fáciles de organizar.

## El papel del portafolio digital en el proceso de enseñanza-aprendizaje
Los pilares básicos para un e-portafolio utilizado para el aprendizaje son:
- La participación del estudiante en su proceso de aprendizaje, convirtiéndose en el protagonista.
- El feedback que le proporciona el tutor para que pueda mejorar en este proceso.

### Portafolio digital del alumno
Un e-portafolio es un sistema digital que permite a los usuarios documentar competencias, eventos, planes o productos que son relevantes, así como, también dejar de manifiesto su evolución a lo largo del tiempo. A este conjunto de registros se les denomina “evidencias” y pueden ser de distintos tipos: textos, imágenes, audios y vídeos, entre otros.
Existen 3 tipos de portafolios del alumno o estudiante:
- Portafolio del producto del aprendizaje del estudiante: los mejores trabajos del alumno.
- Portafolio del proceso del aprendizaje del estudiante: información sobre cómo se desarrollan los trabajos del alumno.
- Portafolio del progreso del estudiante: comparación de los trabajos del alumno para mostrar cómo ha mejorado en un período de tiempo.

### Estructura del portafolio digital
Diversos autores coinciden en señalar que la estructura del e-portafolio estará determinada por las metas que se definan al comienzo de la planificación para la realización del mismo. Se recomienda un formato flexible que se centre en el alumnado porque las estructuras que se definen demasiado resultan difíciles de personalizar.
En el ámbito universitario español son los profesores quienes generalmente toman las decisiones sobre la estructura del mismo y solo en el 16.67 % de los casos se hace de forma conjunta.
Una estructura básica sería la propuesta:
1. Menú o índice de contenido.
2. Muestras o evidencias.
3. Trama: organización o narración que interrelaciona las muestras.
4. Desenlace.

Los autores destacan como elementos importantes el menú o índice de contenidos y por otra parte, las muestras o evidencias digitales que constituyen el corazón del e-portafolio.
En el menú las competencias constituyen los elementos aglutinadores en torno a los cuales se construye el resto de la estructura. Y en cuanto a las evidencias hay que señalar que siempre van acompañadas de una reflexión en la que además constan datos importantes (fecha de captura, valor, pertinencia, razón de la selección, autorreflexión y referencia a criterios de evaluación).
Los siguientes, son los contenidos que deben tratarse en un portafolio digital:
1. Presentación del alumno.
2. Constancia de los objetivos que se persiguen con la elaboración del e-portafolio.
3. Competencias que se pretende que alcance el alumno (cada competencia se corresponde con uno o más objetivos formativos) y con las que después se vincularán los trabajos que elabore el mismo.
4. Catálogo de producciones: listado de trabajos que componen el portafolio digital, ordenados cronológicamente.
5. Índice de productos relacionados en función de la competencia que desarrolla cada uno de ellos. Se recomienda que sea el alumno quien tome la decisión de establecer estas correspondencias para promover la autorreflexión.
6. Productos. Apartado en el que hay que detallar las instrucciones que se han seguido para elaborarlos en sí mismos, la autoevaluación que ha hecho el estudiante y la evaluación que ha realizado el profesor. Estos comentarios del profesor deberían detallar si los productos son pertinentes en relación con los objetivos que se establecieron al inicio, facilitando finalmente no una nota, sino una valoración en función de los objetivos.

Además el portafolio digital puede presentar las distintas tipologías:
- Artefactos: las evidencias provienen de titulaciones obtenidas y certificaciones de la trayectoria personal y profesional previa.
- Reproducciones: son evidencias recogidas del día a día del alumno y fuera del ámbito académico formal.
- Producciones: son recursos elaborados específicamente para el portafolio digital.
- Avaladores: es todo aquello que se presenta bajo el aval de una tercera persona, la cual certifica que el alumno tiene las competencias demandadas.

### Diseño para implementar los portafolios digitales
Antes de usar un portafolio se debe hacer una reflexión sobre cuál debería de ser el plan para su implementación:
- Propósito del portafolio digital. Tipos de Portafolio
- Ámbito de aplicación: decisiones financieras (financiación, costes, etcétera), recursos humanos de los que disponemos los estudiantes.
- Relación entre el portafolio digital y el plan de estudios con el que vamos a trabajar: características del grupo en el que se va a aplicar, uso previo por parte de los alumnos del portafolio digital, principios pedagógicos sobre los que se sostiene la implementación del portafolio digital, etcétera.
- Seleccionar el contenido: el tipo de información que queremos almacenar debe estar relacionada con el propósito que queremos que cumpla el portafolio.
- Preparar a los usuarios del portafolio: tanto el profesorado como los estudiantes deben tener las habilidades técnicas adecuadas para su implementación, valorar y conocer el propósito y el ámbito de aplicación del portafolio digital.

### Decisiones y etapas para la elaboración del portafolio digital
Existen seis etapas:
1. Propósito: tutor y alumno establecen conjuntamente objetivos y procedimientos.
2. Recogida de evidencias y clasificación de las mismas.
3. Reflexión sobre las evidencias aportadas.
4. Conexión, interacción, diálogo y feedback.
5. Reflexión sumativa, selección y evaluación.
6. Presentación y publicación.

Otros autores proponen una ampliación del número de etapas:
1. Proponen que tutor y alumno decidan cuál será el propósito del e-portafolio.
2. Se define la zona de andamiaje, estableciendo los objetivos intermedios.
3. Se describen los resultados de aprendizaje y competencias de acuerdo con la asignatura y materia.
4. Se describe el modo en que se recogerá la información y se estructurará.
5. Se decide qué información será seleccionada por constituir una evidencia del aprendizaje y se elaborará.
6. Se debe realizar una rúbrica con los criterios de evaluación con los que se valorarán los trabajos.
7. Se realiza una retroalimentación.

Destaca el proceso negociador que establecen tutor y alumno, ya que proponen que además de explicitar los objetivos el profesor presente al estudiante un abanico de productos que pueden conformar el portafolio para que sea el estudiante quien elija negociando con el profesor y teniendo en cuenta los créditos asignados a cada producto.
Se deben negociar también las fechas de entrega con las que el alumno se compromete para proceder a la elaboración del portafolio digital en sí, por lo que se da importancia al feedback entre estos dos agentes educativos.
Existen seis estrategias para implementar portafolios en la educación, que son también aplicables al e-portafolio:
1. Información desde el inicio a todas las personas implicadas.
2. Limitar el número de componentes y establecer propósitos específicos.
3. Definir criterios para la evaluación del portafolio.
4. Enseñar y facilitar los procesos de autorreflexión y autoevaluación.
5. Indicar un tiempo adecuado para realizarlo.
6. Facilitar asesoramiento y preparar a los alumnos para su utilización.

### Agentes educativos y su participación en el portafolio digital
El portafolio se sostiene en una concepción del aprendizaje basada en el constructivismo, combinada con el uso de la tecnología educativa. El portafolio supone un cambio desde un modelo con un gran componente de transmisión de conocimientos a una educación que enfatiza el desarrollo de competencias en el estudiante. 
Los profesores tienen que replantearse algunas ideas clave y algunas prácticas e invertir en el desarrollo de nuevas competencias para entrenamiento y evaluación. Ello conduce a diferentes roles del docente y del alumno, así como a las relaciones que se establecen entre ellos.
El portafolio digital implica una mayor interacción entre los alumnos y los tutores, así como entre los propios alumnos, y también de los alumnos con sus familias. Así mismo ayuda a los estudiantes a motivarse porque los compara con ellos mismos en una evaluación de criterios, no normativa. 
Estas destrezas de autorregulación (auto-organización) se incrementan cuando son los alumnos los encargados de elegir los mejores ejemplos de su trabajo y justifican sus elecciones. Focalizarse en los mejores trabajos proporciona una influencia positiva en el aprendizaje aumentando el locus de control y las atribuciones positivas.
Los estudiantes opinan que el e-portafolio les resulta útil para reflexionar sobre sus competencias y mejorarlas con el uso de la tecnología. Para contribuir a ello, sugieren que se sea más explícito en las reflexiones y que se realicen a la mayor brevedad las reuniones iniciales para presentar la plataforma de modo que pueda decrecer la ansiedad que genera la tecnología e incrementar el tiempo que se dedica a la reflexión.

### La evaluación en el portafolio digital
El portafolio como técnica de evaluación y diagnóstico es denominado por algunos autores como técnica expansionista y alternativa. Expansionista porque permite la incorporación de múltiples fuentes y variedad de medidas de evaluación; y alternativa porque nos ofrece una serie de posibilidades evaluativas diferentes a aquellas de corte puramente cuantitativo.
Estas dos características hacen que el portafolios sea una técnica muy rica de evaluación, pero también conlleva que el diseño evaluativo sea más complejo desde el punto de vista de la organización, estructuración y elección de indicadores evaluativos. Evaluar un portafolio es un proceso complejo que conlleva mucho más que otorgar una nota a final de curso.
El uso del portafolio como instrumento de evaluación proporciona la personalización del proceso ya que el portafolio permite una evaluación "expansionista" puesto que incorpora múltiples fuentes de información del proceso y la toma constante de decisiones en torno a ella.
La rúbrica es cada vez más frecuente en la fase de evaluación del e-portfolio. Las principales ventajas que ofrecen las rúbricas son:
- disminución del margen de error motivado por factores subjetivos.
- el alumno conoce los criterios de evaluación desde el principio, lo que le permite regular su aprendizaje.
- facilita la retroalimentación on-line entre alumnos y docentes.

Las e-rúbricas o rúbricas para el portafolio digital tienen unas ventajas en la evaluación:
- Son más interactivas.
- Mejor autonomía por parte de los estudiantes para visionar su estado de competencias adquiridas, y cuáles les queda aún por lograr en cualquier momento.
- Facilitan más conocimiento y rapidez por parte del docente para detectar competencias difíciles de alcanzar por los grupos o individualmente.
- El docente dispone de mayor capacidad y rapidez para la reedición y cambio de contenidos en la rúbrica.
- Proveen de más inmediatez en el proceso de comunicación y evaluación profesor-estudiante.
- Permiten más posibilidades de colaboración en una misma rúbrica o en un mismo curso entre docentes no importa el tiempo y el espacio.
- Facilitan más rapidez y automatización en la evaluación.

Con los dispositivos móviles podemos captar todo lo que nos rodea. Así, el portafolio es una herramienta ideal para trabajar con estos dispositivos y poder coleccionar evidencias para demostrar el aprendizaje. Es decir, el alumno gracias a la utilización de estos dispositivos puede plasmar en su portafolio textos o fotografías sobre aquello que va viendo o haciendo.
Se debe cuidar la selección del material, además de reflexionar sobre dicho material. Para seleccionar el material, múltiples actividades son las que existen para el portafolio digital, que ayudan al profesor y al alumno a evaluar el proceso de enseñanza y aprendizaje, como pueden ser: planificación de lecciones, lecciones de estudio, reportajes, notas de campo, reflexiones, cartas, postales, videoclips, trabajos de investigación, evaluación por pares, supervisión de evaluaciones, imágenes, pósteres, entrevistas, intervenciones en foros, etcétera.
El portafolio digital es una importante herramienta en la evaluación de los estudiantes pues ofrece a estos la posibilidad de reflexión sobre los productos que crean a medida que adquieren conocimientos, y les hace partícipes de dicho aprendizaje, donde ellos mismos pueden evaluar su evolución y éxitos conseguidos, y comprometerse y responsabilizarse de su propio proceso de aprendizaje.
Varios son los elementos que se deben y son imprescindibles usar para evaluar a dichos alumnos como pueden ser rúbricas, listas de comprobación y tutorías por parte del profesor, con el fin de ayudar y guiar al discente en su proceso de aprendizaje.

### Ventajas y desventajas del uso del portafolio en el proceso de enseñanza-aprendizaje
Entre los efectos positivos en el uso de los portafolios, podemos mencionar tres:
1. El portafolio permite el registro de toda la información de una clase, así como las opiniones de los estudiantes, ejercicios y materiales de estudio, entre otros. Brinda un buen soporte para la organización de la documentación y evidencias de su práctica educativa. Toda esta documentación reunida permite al profesor tener una perspectiva amplia de su práctica y a la vez le genera un sentimiento de satisfacción por los resultados evidenciados.
2. El uso del portafolio genera mayor sistematicidad en la reflexión porque permite un registro constante del trabajo realizado y la comunicación permanente con el desarrollo de la práctica reflexiva sobre el quehacer docente. Es considerado un instrumento valioso para propiciar el proceso reflexivo durante la acción pedagógica.
3. Sirve de soporte para el desarrollo de un ciclo de aprendizaje que contempla la puesta en marcha de acciones planificadas, la reflexión sobre la acción misma y sus resultados y la planificación de ajustes a partir de las mejoras definidas, lo que ayuda al profesor a identificar con más claridad los aciertos y desaciertos presentes en su labor educativa, evaluar su impacto y definir ajustes y mejoras.

Otra ventaja es la posibilidad del portafolio digital para la difusión de las evidencias producidas por los alumnos. A esta le añaden dos nuevas, desligadas del proceso de Enseñanza-Aprendizaje: el ahorro económico y la ayuda al medioambiente que diferencia el uso del portafolio digital del modelo más tradicional.
Como desventajas del portafolio destacamos las siguientes:
1. La creación del portafolio y su constante actualización conlleva un empleo elevado del tiempo, es necesario una dedicación mínima y esto puede restar tiempo de otras tareas del ámbito educativo.
2. Si el portafolio se hace utilizando plataformas en línea el alumnado puede encontrarse con la limitación de no disponer de conexión a Internet para poder actualizar su portafolio.
3. Además, el docente y los alumnos deben disponer de un gran manejo de los medios informáticos, y no de ser así, el portafolio digital pasaría a no ser la herramienta práctica que se ha ideado que sea.[33]
4. También, los recursos tecnológicos, tanto software como hardware, conllevan un coste considerable, lo que hace que este recurso no sea accesible para todos.
5. Finalmente, el docente debe integrar el portafolio digital como parte del modelo educativo y de la cultura institucional, ya que es creado como eficaz instrumento en el proceso de aprendizaje de los alumnos.

### Situación del portafolio en educación
El portafolio sigue considerándose un elemento muy valioso para evaluar tanto a los alumnos como a los docentes, fijando su atención no solo en el producto final, sino en todo el proceso llevado a cabo.

#### El portafolio digital en los LMS
En muchas ocasiones las evidencias de los alumnos se limitan a las producidas dentro del contexto de un curso o módulo en LMS (Learning Management System): mismos contenidos, uso de las mismas herramientas (foros, chats), cuestionarios, datos, mismas experiencias educativas, etcétera. Sin embargo, las producciones de los alumnos van mucho más a allá de estos ámbitos: redes sociales, aportaciones a wikis, blogs, páginas webs externas.
Para ello se propone un nuevo patrón de aprendizaje: Entornos Personales de Aprendizaje (PLE) en el que el estudiante use diferentes tecnologías y servicios, ajustados a sus necesidades y características personales que aportan otras evidencias para su portafolio digital de cómo está realizado el proceso educativo.
Para poder recoger todas estas evidencias tanto para su evaluación como para su inclusión en el portafolio digital se propone el uso del nuevo estándar API (o Tin Can API) y la implementación del empleo de las etiquetas con la creación de listas (como servicios de marcadores sociales) o de grupos inteligentes.

### El futuro del portafolio digital
Una de las realidades que necesitan ser planteadas en la cultura del portafolio digital es como este acompaña al usuario durante toda su vida educativa, profesional e incluso social. Cuando dejamos una institución se pueden dar dos situaciones con las evidencias, evaluaciones, distinciones o certificaciones: que queden atrás al abandonar la institución o llevarlas (descarga de documentos en formato digital, paquetes SCORM, nubes digitales) para poder implementarlas en una nueva plataforma.
Una solución para esta cuestión podría ser un espacio web personal de por vida (Lifetime personal Web Space, LPWS), una estructura virtual en la que se almacene el contenido buscable que el usuario necesite sobre actuaciones pasadas y actuales.
Los procesos de mejoramiento de la calidad siempre deben ser iniciados, fomentados y apoyados desde la dirección del centro. Si a ese nivel no existe convencimiento y constancia para lograr las metas definidas, no se podrá instaurar la innovación pedagógica. Esto significa que todos aquellos que tienen funciones de dirección son los más indicados para impulsar y apoyar la elaboración del portafolio.

## Portafolio digital como recurso educativo
El portafolio digital se considera un recurso educativo porque se ajusta a su definición. Los recursos educativos se definen como aquellos materiales o herramientas que tienen utilidad en un proceso educativo y que aportan información. En definitiva, los recursos educativos son elementos auxiliares en la transmisión de los contenidos curriculares.
Además, en este caso, se trata de un recurso educativo abierto, es decir, de tipo digital, ya que supone el uso de las tecnologías de la información y la comunicación en el aula, tal y como recomienda la legislación educativa vigente. El portafolio digital es un medio didáctico apropiado y valioso para llevar a cabo las tareas de enseñanza y aprendizaje.
El portafolio digital se está utilizando desde hace tiempo en educación. Sin embargo, a pesar de que el portafolio no surge en el ámbito educativo, algunos docentes sostienen que los portafolios no representan una novedad en la enseñanza, porque el docente, de forma tradicional, siempre ha recopilado trabajos.
El portafolio digital, como recurso educativo, combina la tecnología con el seguimiento y la evaluación del aprendizaje de alumnos y alumnas. Aunque su uso es muy útil, aún no está extendido entre todo el profesorado, a pesar de la capacidad de incorporar las TIC al proceso de enseñanza-aprendizaje. 
Para justificar el portafolio digital como recurso en el ámbito educativo, se señala que debe responder a unos objetivos concretos, desarrollarse para un grupo concreto, incluir trabajos realizados por los alumnos y alumnas e integrar reflexiones personales de estos trabajos.
La integración de las TIC en el proceso de enseñanza, en este caso del portafolio digital, no solo permite el acceso a recursos virtuales. En su diseño como recurso, se facilita la adaptación a los distintos niveles y a los diferentes estilos y ritmos de aprendizaje del alumnado, con el objeto de atender a la diversidad en el aula y personalizar los procesos de aprendizaje. 
La selección y uso de recursos didácticos constituye un aspecto esencial en la planificación docente, ya que deben permitir llevar a cabo aprendizajes significativos, estar accesibles, ser vistosos y atractivos para que el alumnado manifieste interés por ellos, y, por último, deben permitir desempeñar un papel activo que facilite la investigación y manipulación.
En este sentido, el portafolio digital se considera una herramienta y una alternativa para la evaluación de los aprendizajes, en la que por medio de una serie de recursos digitales se incorpora la tecnología al currículo. De esta forma, se facilita que profesorado y alumnado, creen, seleccionen, organicen, editen y evalúen su propio trabajo, permitiendo la mejora de la práctica docente y la mejora de los aprendizajes.
Actualmente, el portafolio digital ha experimentado una mayor relevancia e interés para los docentes debido al empleo de las tecnologías de la información y comunicación (TIC), las cuales aportan más posibilidades en el diseño y elaboración del portafolio. Asimismo, éstas ayudan en la elaboración de los trabajos que estructuran el portafolio y pueden actuar como plataforma en el proceso de enseñanza-aprendizaje. 
En este contexto es donde surge el término portafolio digital el cual da más facilidades para clasificar, ordenar y archivar los materiales, que se acumulan en el portafolio, creados por el alumnado o por los propios docentes.

## Portafolio digital como metodología educativa
La metodología didáctica constituye el conjunto de estrategias, procedimientos y acciones planificadas, de manera consciente y reflexiva, con la finalidad de posibilitar el aprendizaje del alumnado y cumplir con los objetivos planteados, es decir, el método para trabajar los objetivos, las competencias y los contenidos.
En este sentido, el portafolio digital cumple con la definición de metodología didáctica. La verdadera inclusión del portafolio digital en la educación se produce cuando aparece como una metodología alternativa a aquellas de corte puramente cuantitativo, y se hace uso de ella como un procedimiento de evaluación de las trayectorias del aprendizaje, intentando entender más profundamente las habilidades y destrezas del estudiante mediante el conocimiento de las ejecuciones y logros obtenidos, incorporando además el valor añadido de reflexionar sobre su proceso y aumentar su potencial de aprendizaje. 
A partir de esta idea, se entiende el portafolio educativo como una metodología de enseñanza que implica algo más que la mera recogida de trabajos, el portafolio educativo implica una reflexión, una recogida de experiencias, que permite acercar su realidad a la persona destinataria del portafolio.
El portafolio digital permite adaptarse al nivel competencial inicial, teniendo en cuanta la atención a la diversidad y el respeto por los distintos ritmos y estilos de aprendizaje y favorece la implicación del alumnado es su propio aprendizaje. Además, favorece la participación y la motivación de los alumnos y alumnas.
Es de interés resaltar que aportaciones recogidas en diferentes estudios nos llevan a manifestar que el uso del portafolio digital contribuye a un aprendizaje autónomo, selectivo, crítico, reflexivo y a la toma de decisiones entre otras características.
Por tanto, la utilización del portafolio digital como metodología está especialmente indicada en el contexto educativo, ya que:
- Se centra en el alumnado y su proceso de aprendizaje.
- Es flexible, ya que el medio digital permite incorporar y actualizar elementos con facilidad.
- Hace transparente el proceso educativo.
- Evalúa no sólo los productos finales, sino también el proceso que ha llevado al alumno a desarrollarlos.
- Permite el seguimiento del profesor en todas las etapas del proceso de aprendizaje y facilita que el desempeño del alumno se vaya ajustando a los objetivos educativos establecidos.

Algunos ejemplos de estrategias metodológicas que se facilitan con el uso del portafolio digital, son; de indagación, por descubrimiento, interactivas, motivadoras, gamificadoras, etcétera. 
El uso del portafolio digital como metodología, debe tener en cuenta no solo el rol del alumnado, sino también el papel de profesores y profesoras. El diario de campo y los comentarios del profesor son elementos que dotan al portafolio digital de un valor pedagógico.
El diario de campo se convierte en el hilo conductor que permite articular los diferentes elementos y recoger la reflexión que el alumnado realiza sobre su propio aprendizaje. Por otra parte, los comentarios del profesor ayudan a orientar, guiar y evaluar su consecución. 
Todas las fases tienen que ir acompañadas de un seguimiento y un apoyo del docente, quien orientará al estudiante en la elaboración de su portafolio digital.
Se conciben las ayudas educativas, desde una perspectiva socio-constructivista, como mecanismos que tienen que facilitar al estudiante la construcción de conocimiento. En un entorno virtual, las ayudas pueden ser proporcionadas por el docente, como agente experto en el contenido del aprendizaje, por un estudiante (compañero del aula) o por la misma plataforma tecnológica.
En definitiva, el portafolio digital sirve como guía de estrategias de enseñanza y actividades que sirven como potencial para el autoaprendizaje de las áreas.

## El Portafolio digital como elemento de autoconocimiento y expresión de sí mismos
Los portafolios digitales como herramienta en las aulas no solo sirve para que los estudiantes tomen conciencia de qué están aprendiendo, sino que además son conscientes del esfuerzo y tiempo que requiere elaborar estos materiales y, lo que es más importante para muchos autores, son un instrumento que ayuda a la reflexión introspectiva y al crecimiento personal  y les permite expresar la comprensión de los contenidos y reelaborarlos con sus propios medios. 
Algunos autores incluso remarcan que la naturaleza reflexiva de los portafolios es su elemento más importante e incluso expresan esa capacidad de reflexión de los portafolios mediante tres metáforas, que son: espejo, mapa y soneto.
- Un espejo porque permite que los propios actores vean a lo largo del tiempo su crecimiento y aprendizaje, exponiendo así su naturaleza reflexiva.

- Un mapa porque permite mejorar la habilidad de realización de planes, establecimiento de metas y revisión de los contenidos que son creados.

- Un soneto porque puede ser un objeto donde expresar la creatividad, puesto que aunque se trabaje sobre los mismos contenidos, cada uno será diferente, expresando así las identidades de los autores.

El portafolio digital puede cubrir diferentes niveles de dificultad, entre los que se encuentra el de reflexionar tanto de la labor docente como del alumnado, así como su autoevaluación. En el mismo sentido, uno de los objetivos que permite desarrollar esta herramienta es precisamente motivar al alumnado a que reflexione sobre su propio aprendizaje y que aprenda a estructurar las tareas de autoaprendizaje.
Algunos análisis y observaciones llevadas a cabo, explican que tras el uso del portafolio digital, los propios alumnos y alumnas reconocían que este recurso les había ayudado a mejorar en diferentes aspectos como en la motivación hacia la asignatura en la que lo utilizaban, a mejorar sus capacidades de organización y síntesis a la hora de realizar las entradas en sus portafolios, mejorar los conocimientos del material trabajado durante las clases teóricas a través de su comprensión y asimilación durante la realización de las entradas y a llevar a cabo una evaluación y una evolución continua de su aprendizaje.
Otros estudios evidencian también la utilidad del portafolio digital como elemento de autoconocimiento y expresión a través de la realización de análisis de autoevaluaciones y coevaluaciones a través de las cuales el alumnado era capaz de reconocer tanto sus puntos fuertes como aquellos que requerían algún tipo de mejora y mayor dedicación, tanto para contenidos en sí como a otras deficiencias relacionadas con el lenguaje escrito (faltas de ortografía, errores de sintaxis, citas de autores, por ejemplo).
En este estudio se fijaban los requerimientos de las entradas, diferenciándolas así en dos tipos: unas entradas relacionadas con los conocimientos adquiridos y otras entradas en las que debían exponer sus propios análisis y autoevaluaciones. Este segundo tipo de entradas con preguntas clave sirve en gran medida de ayuda para reflexionar sobre el aprendizaje, los objetivos conseguidos, las necesidades específicas y las limitaciones recogidas por el alumnado.
Los propios estudiantes reconocen el portafolio digital como una manera de expresión de sí mismos, de su identidad y de sus objetivos conseguidos.

## Iniciativas institucionales en torno al portafolio digital
Debido a las múltiples ventajas que aporta el uso de portafolio, tanto en el ámbito académico como laboral, así como la comunicación que favorece entre ambos, numerosas han sido las iniciativas a nivel institucional para favorecer y promover su desarrollo. A continuación, se reseñan algunas de las principales y más conocidas.

### Estándares internacionales para la creación, difusión e interoperabilidad de portafolios digitales

#### IMS e-Portfolio Specification
El IMS Global mantiene la IMS e-Portfolio Specification, una especificación gratuita creada para permitir que los e-portafolios resultaran intercambiables e interoperables entre diferentes sistemas e instituciones. Los objetivos con los que se creó esta especificación son:
- Apoyar el desarrollo del aprendizaje permanente, importante en muchas iniciativas gubernamentales.
- Conseguir que el intercambio de portafolios entre el ámbito académico y el laboral resulte más sencillo.
- Permitir a los educadores y a las instituciones seguir mejor la adquisición de las competencias educativas.
- Mejora la experiencia de aprendizaje, así como el desarrollo profesional de los trabajadores.

### Iniciativas para el desarrollo dele-portafolio
Progresivamente va aumentando el número de medidas que los diferentes gobiernos toman para aprovechar las ventajas que el portafolio ofrece tanto para el ámbito académico como para el laboral. 
Tal es así que Barberà y de Martín  apuntan en su libro que resulta previsible que, en poco tiempo, el portafolio pueda llegar a ser un elemento de uso común para una gran mayoría de los ciudadanos.

### Unión Europea
Dentro de la Unión Europea y en concreto del Espacio Europeo de Educación Superior se ha extendido el uso del portafolio porque:
- Hace hincapié en el proceso de aprendizaje del alumnado.
- Presenta mayor facilidad de modificación al trabajar en un medio digital respecto al analógico.
- Su uso permite evaluar no solo el resultado final sino también el proceso de aprendizaje.

En el ámbito de la Unión Europea destacan las siguientes iniciativas, todas incluidas en el marco del Europass:

#### Portafolio Europeo de las Lenguas (PEL)
El Portafolio Europeo de las Lenguas, promovido por el Consejo de Europa, ofrece herramientas que permiten integrarlo fácilmente tanto en un portafolio digital como en formato papel: portafolios validados por el SEPIE (Servicio para la Internalización de la Educación) y el portafolio electrónico (e-PEL +14).
Este portafolio permite a todos los ciudadanos europeos –incluyendo tanto a estudiantes como a trabajadores– consignar sus experiencias de aprendizaje, reflexionar sobre ellas marcándose objetivos y autoevaluarse utilizando los parámetros del Marco Común Europeo de Referencia para las lenguas. Consta de tres secciones, adaptadas al nivel educativo de los estudiantes:
- Pasaporte de lenguas (Language passport): refleja lo que el alumno sabe hacer en esas lenguas. Consta de una tabla de autoevaluación.
- Biografía lingüística: describe las experiencias del alumno en las lenguas que estudia o utiliza.
- Dossier: contiene ejemplos de trabajos personales que muestran el uso de dichas lenguas, como redacciones, postales o certificados.

#### Curriculum Vitae Universal (CVU)
El proyecto Curriculum Vitae Universal es una herramienta de software que permite la gestión personal y el intercambio digital de información educativa y de referencia. Su desarrollo es uno de los principales esfuerzos del European Institute for E-Learning (EIfEL), cuyo principal objetivo es simplificar a las personas la tarea de compartir información acerca de su formación y trayectoria laboral. 
Europass plantea los siguientes objetivos:
- Ayudar a los ciudadanos a presentar sus capacidades y cualificaciones de manera eficaz para encontrar trabajo o formación.
- Ayudar a los empleadores a entender las capacidades y cualificaciones de los trabajadores.
- Ayudar a las autoridades educativas y de formación a definir y comunicar el contenido de los programas de estudio.

### Estados Unidos de América
El grupo de investigación Greav decidió desarrollar la plataforma Carpeta Digital después de analizar las plataformas existentes. Este proyecto fue llevado a cabo en el ámbito universitario, donde se incorporaron de forma progresiva los estudios de varias universidades desde el 2009 hasta el 2012 (Universidad de Barcelona, Universidad Nacional de Córdoba, Universidad de Las Palmas de Gran Canaria, Universidad Nacional de La Pampa, Universidad Católica de Temuco). 
El profesorado participante en el proyecto implementó de forma voluntaria el portafolios en sus respectivas materias con el fin de planificar el aprendizaje, fomentar la reflexión sobre el proceso y facilitar la organización de la información.
Como se indicó al comienzo de este artículo, los portafolios en educación comenzaron a emplearse en Estados Unidos en la década de 1990. Por lo tanto, en este país existe una larga tradición en su uso, aunque este no esté generalizado. Algunas iniciativas recientes son las siguientes:

##### Minnesota
El gobierno del estado de Minnesota impulsó el desarrollo del software AVENET eFolio, capaz de generar portafolios electrónicos para diversas instituciones, tanto universidades como centros de enseñanza no universitaria. Trabaja con diferentes perfiles y con una propuesta diversa en cuanto a cómo se concibe la herramienta. Esta iniciativa forma parte de la intención de dotar a todos los ciudadanos con su propio e-portafolio.

### En el ámbito hispanohablante (Europa-América)

#### Carpeta digital
El grupo de investigación Greav decidió desarrollar la plataforma Carpeta Digital después de analizar las plataformas existentes. Este proyecto fue llevado a cabo en el ámbito universitario, donde se incorporaron de forma progresiva los estudios de varias universidades desde el 2009 hasta el 2012 (Universidad de Barcelona, Universidad Nacional de Córdoba, Universidad de Las Palmas de Gran Canaria, Universidad Nacional de La Pampa, Universidad Católica de Temuco). 
El profesorado participante en el proyecto implementó de forma voluntaria el portafolios en sus respectivas materias con el fin de planificar el aprendizaje, fomentar la reflexión sobre el proceso y facilitar la organización de la información.

### Información sobre buenas prácticas en el uso de portafolios digitales
Ejemplos de buenas prácticas en el uso de los portafolios digitales educativos se pueden encontrar en las webs de cada institución o empresa dedicada a este tipo IMS e-Portfolio Specification, perteneciente a IMS Global.
El director de Experiencia del usuario de Google, Jeffrey Venn identifica cinco pasos para desarrollar un buen portafolio electrónico:
1. Utilizar las mejores prácticas: el diseño debe ser atractivo, fácil de usar y visualizar, cumplir con los estándares de diseño web, controlar la tipografía considerando localización del texto y que la navegación dentro del portafolio funcione correctamente.
2. No innovar: existen estándares y funcionalidad básicas en la navegación web que no deben cambiar.
3. Mostrar el propio trabajo: los diseños y trabajos en el portafolio deben ser originales, no se debe infringir los derechos de autor, así mismo, debe definirse bajo que modalidad de derechos de autor publica su trabajo.
4. Explicar lo que se hizo: es importante dar a conocer los objetivos del portafolio, el alcance, el público hacia quien va dirigido y cualquier otro aspecto que pueda considerar importante, esto dará mayor solidez a su trabajo.
5. Completarlo: es necesario que el portafolio no solo se quede como una evidencia de aprendizaje sino que se adapte a una situación real.

#### Educause
Educause es una organización sin ánimo de lucro cuya misión es “mejorar la educación superior mediante el uso de las tecnologías de la información y la comunicación”. Está formada por instituciones de educación superior, empresas de tecnología orientada hacia la educación superior, así como otras asociaciones y organizaciones.

## Softwarepara creación y mantenimiento de portafolios digitales
Para el diseño y creación de un portafolio digital, existen múltiples herramientas que los distintos autores han clasificado según su funcionalidad y características tecnológicas.
- software genérico;
- software comercial específico;
- software libre específico;
- software propio,
- y redes sociales (blogs y wikis).

### Softwaregenérico
Son aplicaciones genéricas que tienen como función la creación y edición de documentos audiovisuales, como Adobe Acrobat, iMovie, Dreamweaver, Adobe Photoshop o GIMP. También se incluyen los sistemas de gestión de contenidos genéricos que son accesibles utilizando internet mediante un navegador (Drupal, Joomla, PHP-Nuke, etcétera) y aplicaciones en línea que sirven para estructurar páginas (p. e. Weebly o Google Sites).
Estas herramientas permiten la selección, edición y presentación de diferentes tipos de evidencias sobre lo que se quiere informar, por lo que es posible utilizarlas para preparar un portafolio digital. A grandes rasgos, podemos enumerar los siguientes grupos:
- Diseño web: Dreamweaver y Nvu.
- Edición de imágenes: Adobe Photoshop y GIMP.
- Edición de documentos: MS Word (MS Office), MS Powerpoint (MS Office) y Writer (Libre Office).
- Creación de mapas conceptuales: Cmap Tools y Visual Understanding Environment (VUE).
- Edición de audio y vídeo: iMovie y Audacity.
- Diseño de impresión: Adobe Acrobat.

Finalmente, el producto o productos elaborados con estas herramientas puede ser publicado en Web o compartido mediante CD-ROM.

### Softwarecomercial específico
El uso de software comercial supone múltiples ventajas para el usuario, probablemente siendo una de las más destacadas la facilidad de utilización y el buen diseño de la interfaz gráfica que es congruente con las tareas para la que han sido desarrollado. Esto último facilita la integración con diferentes sistemas, no en vano, el portafolio está así concebido. 
En relación a esto, cabe señalar que este tipo de aplicaciones normalmente vienen acompañadas de un servicio de apoyo técnico y sistema de consulta y ayuda. Ahora bien, donde esta opción flojea es en los costes, ya que las actualizaciones y mejoras no dependen del usuario sino de la empresa propietaria, así que para adquirirlo (o mejorarlo) hay que invertir una cantidad económica. 
Algunas de estas herramientas están más orientadas al ámbito educativo, como Digication, Foliotek, LiveText y Taskstream, y otras en cambio, al desarrollo de portafolios profesionales, como Coroflot, Krop y Carbonmade.

### Softwarelibre específico
El software libre específico para crear portafolios resulta similar al software propietario en cuanto a estructura y opciones y posibilidades que ofrece. Además, presenta la ventaja de permitir desligarse de un determinado tipo de software y servicio técnico. 
Según la filosofía del software libre, la elección de un producto de software con estas características es “más parecido a elegir el país en el que queremos vivir, que a decidir el coche queremos comprar”.
Las propuestas que se reseñan a continuación se ofrecen con código abierto. Algunos de ellos son:

#### Seesaw[67]
Es una aplicación de portafolio digital gratuita que se puede instalar y utilizar en cualquier dispositivo electrónico con conexión a Internet. Incluye una herramienta tipo pizarra para crear vídeos con dibujos y escritos. Facilita el acceso de los estudiantes sin necesidad de registrarse por medio de un Código QR.

### Softwarepropio
El software propio son aplicaciones desarrolladas por programadores que pertenecen a una misma institución y/u organismo. De hecho, son el resultado de requerimientos específicos de estas micro comunidades. Una de sus principales desventajas radica precisamente en esto, lo que resulta en problemas en la escalabilidad, el apoyo técnico o la incompatibilidad con otros sistemas o plataformas, así como la ausencia de apoyo de una gran comunidad, como puede ser el caso del software libre. Algunos ejemplos son: dd (Alverno College), Learning Record Online (LRO) (Universidad de Texas) y DU Portfolio (Universidad de Denver), entre otros.

### Redes sociales (blogs y wikis)
En los últimos años, Redes sociales  han ganado un protagonismo especial, tal es así que estas herramientas que podríamos considerar genéricas merecen ser citadas en un subapartado propio. Blogs y wikis nacen con una intención comunicativa, si bien en el segundo caso, tiene la particularidad de permitir diferentes niveles de acceso a los usuarios en función de roles, lo que permita la creación y/o edición de las páginas que conforman el sitio web. 
Las wikis, además, tienen la particularidad que permiten la interacción de una gran cantidad de usuarios, con lo que tienen un gran potencial en lo que se refiere al fomento del Aprendizaje cooperativo. Algunos ejemplos de blog son Blogger, WordPress, Moveable Type (una herramienta para crear y gestionar contenido web), Drupal y Joomla!; y de wikis: Wikispaces, MediaWiki, DokuWiki y Confluence (un software que permite compartir, crear y actuar sobre la información de una forma colaborativa dentro de un equipo de trabajo).
Finalmente, Google Apps y la reciente G-Suite para educación ofrecen una completa red social de aplicaciones y software como Google Sites para diseñar, crear y guardar portafolios. De hecho, dispone de complementos orientados específicamente para el ámbito educativo y de integraciones con Digication, un software específico comercial para portafolios digitales. 

### Comparación entre diferentes tipos desoftwarepara elaborar portafolios
Como hemos visto, hoy en día existen muchos tipos de herramientas y software para elaborar un portafolio. En general, se trata de aplicaciones fáciles de usar, cada una de ellas con unas funcionalidades y finalidades específicas. Aunque el uso del portafolio no supone un conocimiento profundo de dichas herramientas digitales para el docente, conviene tener claro cuáles son las posibilidades de cada una de estas y, sobre todo, sus ventajas y desventajas para una mayor adecuación del portafolio digital; no solo para los objetivos de aprendizajes sino también para la perspectiva y al enfoque teórico que lo sustentan. 
Sin duda, la alineación de las tecnologías digitales con el enfoque teórico da lugar a un elemento clave para promover experiencias que supongan aprendizajes auténticos para los estudiantes. En este sentido, es necesario tener en cuenta distintos elementos como pueden ser: costes, funcionalidad, accesibilidad, conocimientos de programación de los docentes o aspectos éticos sobre privacidad, entre otros. Todo ello implica un análisis profundo de las necesidades del contexto de aprendizaje así como de las características del software, en otras palabras, la elección de la herramienta es el resultado de un ejercicio de planificación y evaluación.
Enumeración de las ventajas y desventajas de los distintos tipos de herramientas que permiten la creación y mantenimiento de portafolios.
|                               | Ventajas | Desventajas |
| ----------------------------- | --- | --- |
| Software genérico             | - Requiere poca infraestructura - Permiten flexibilidad y control - Fomentan el desarrollo de competencias digitales, conocimiento de software variado - Son herramientas conocidas por la mayoría de usuarios, algunos de los cuales ya han trabajado con ellas en otros ámbitos (ya sea personal o profesional)                                                                                             | - Pueden ser aplicaciones desconocidas para algunos estudiantes y profesorado, requiere de un proceso de familiarización y aprendizaje - Requiere de acceso a software profesional (en algunos casos) que puede ser caro y disponer de ordenadores potentes - Requiere de tiempo - Puede implicar problemas de privacidad - Ausencia de un andamiaje fluido del (y claro) aprendizaje |
| Software comercial específico | - Son herramientas fáciles de utilizar - Dispone de características que ayuda conducir el proceso (vistas, controles de acceso, roles, permisos, gestión de contenidos y calificaciones) - Posibilita la gestión y alojamiento del sitio - Dispone de apoyo técnico - Dispone de un sistema de consulta y ayuda proporcionado por los vendedores - Permiten la integración con otras herramientas y servicios | - Tiene un formato impuesto por el propietario - No permite el control de la arquitectura de la información ni del diseño visual - Está sujeto a los rápidos cambios del mercado y el sector - Tiene sujeta la personalización a las opciones del vendedor - Puede tener altos costes de licencia                                                                                     |
| Software libre específico     | - No tiene costes de licencia (o son muy bajos) - Dispone de ventajas comerciales (usabilidad, vistas, integración con otros sistemas,… - Permite la personalización - Permite el diseño y arquitectura de la información - Dispone de un sistema de consulta y apoyo técnico - Integrado en una comunidad (GNU/Linux) que determina la dirección del desarrollo y las mejoras                                | - Dirección del desarrollo determinada por una comunidad - Formato determinado por el propietario - Significa trabajar según el código de otra persona, lo que puede ser difícil - Implica autogestión y autoapoyo, significa un alto grado de autonomía por parte del usuario |
| Software propio               | - Permite un control total - Tienen diseños potentes y ligeros - Está integrado en un comunidad - Construido como resultado de un proceso de desarrollo, responde a unas necesidades específicas | - Necesita de una infraestructura de desarrollo - Escabilidad - No dispone de un servicio de consulta y apoyo técnico - Formato predeterminado por el propietario - No se apoya en una comunidad amplia - Peligro de reinventar algo ya existente |
| Redes sociales (blogs)        | - Son herramientas conocidas, los estudiantes las van a utilizar en algún momento (si no lo hacen ya) - Fomentan el proceso de reflexión - Promueven la escritura sintética - Permiten la personalización - Son muy flexibles - Son fáciles de usar, sin costes (o muy baratas) | - Depende de las convenciones y estilos del género (diario) que no siempre son congruentes con las del portafolio (p. e. orden cronológico, entradas permanentes, no jerarquía ni diferenciación) - No permite integrar las distintas fases de pensamiento de un folio (sobre todo, selección y conexión): un diario no es un portafolio.                                             |
| Redes sociales (wikis)        | - Son herramientas conocidas - Fomentan el aprendizaje colaborativo - Permiten la personalización - Son muy flexibles - Son fáciles de usar, sin costes (o muy baratas) | - Tiene unas convenciones que no están alienadas siempre con las propias del portafolio (p. e. propiedad colectiva, acceso indiferenciado, mutabilidad) - No facilita el proceso de andamiaje |

#### Nuevos conceptos derivados dele-portafolio
Cuatro nuevos conceptos están emanando del portafolio digital a medida que el uso de este se normaliza en nuestra sociedad de la información actualmente:
| Derivaciones del portafolio | Concepto                                                                                  | Características |
| --------------------------- | ----------------------------------------------------------------------------------------- | --- |
| M-portafolio                | Uso de portafolios digitales desde dispositivos móviles                                   | Ventajas del M-learning (aprendizaje electrónico móvil)                                                                                                   |
| Netfolio                    | Adaptación de las dinámicas del aprendizaje cooperativo al concepto de portafolio digital | Uso extensivo en el aula (especialmente en el nivel universitario, tal como ejemplifica la propuesta de Elena Barberá)                                    |
| Transfolio                  | Ideado para la evaluación de competencias transversales                                   | Empleado sobre todo para reconocimiento académico de la experiencia profesional                                                                           |
| B-Portfolio                 | Basado exclusivamente en plataformas de blogging y redes sociales                         | Permite aprovechar las características de interacción social, organización mediante categorías y etiquetas, autonomía y fomento de la ciudadanía digital. |